# Gabriel Meijer
 Gabriel Meijer, född 1711, död 10 april 1765, var en svensk skarprättare i Uppsala och Örebro åren 1741–1765. Han var son till Alexander Meijer, skarprättare i Uppsala och Västmanlands län.
Meijer tillhörde resandefolket och var gift med Juliana Skarberg, dotter till skarprättaren Aron Skarberg i Gävleborgs län. Han efterlystes för dråp på soldaten Liljegren i maj 1744 i Uppsala. I efterlysningen kungörs att han skall gripas och föras till slottsarresten. Han beskrivs som "lång och smal till växten med långlagt och brunlätt ansikte samt långt svartbrunt rakt hår". Han flydde till Västerås där han gömde sig hos sin svåger, tillika skarprättaren Erik Brandt. Han greps och fördes till Västerås slottsarrest. Han dömdes till dödsstraff för dråp, men benådades av Svea hovrätt och domen omvandlades istället till böter och straffängelse på Nya smedjegården i Stockholm. Efter avtjänat straff återvände Meijer i mars 1745 till Uppsala där han återinträdde tjänsten som stadens skarprättare. Flera klagomål från allmogen inkom till landshövdingen där Meijer med "sitt folk" reser omkring oförskämda och besynnerliga och tigger till sig mat. Även stadens lärare beklagar sig eftersom borgarna hotat med att frånta sina barn ur dennes skola då de fått veta att skarprättarens barn anmälts dit.
Meijer avled av lungsot i Uppsala 1765 och begravdes på "södra sidan mellan kyrkoporten".